# Frédéric Chaslin
Frédéric Chaslin (París, 1963) és un pianista i director d'orquestra francès.
Educat al Conservatori de París, va iniciar la seva carrera com a assistent de Daniel Barenboim i més tard amb Pierre Boulez amb l'Ensemble Intercontemporain de París. Ha dirigit en els teatres d'òpera més importants del món i ha estat al capdavant de les millors orquestres. A més, col·labora amb prestigiosos cantants d'òpera. Frédéric Chaslin va ser director de l'Orquestra Simfònica de Jerusalem i director resident en la Staatsoper de Viena, on va dirigir més de 110 concerts amb obres del gran repertori.
Va debutar amb gran èxit al Metropolitan de Nova York el 2002 com a
director musical d'Il trovatore. Des de llavors ha sigut invitat habitual al teatre novaiorquès, amb títols com Les Contes d'Hoffmann (2004), I vespri siciliani (2004) o Il barbiere di Siviglia (2007). L'estiu de 2009 va dirigir una nova producció a Santa Fe de La traviata amb Natalie Dessay.
Com a pianista, ha tocat el Concert per a piano núm. 5 Emperador, de Beethoven amb la Filharmònica de Viena a la Staatsoper de Viena. El 2007, com a pianista i director, va ser elogiat pel Concert per a piano en sol major de Ravel i la Simfonia Fantàstica de Berlioz al Japó, amb la Filharmònica de Nagoya.
Com a compositor, el mestre Frédéric Chaslin ha escrit Diva Danse per a la pel·lícula Le cinquième élément, dirigida per Luc Besson. També va compondre Suite Chagall per a orquestra, obra encarregada per Norbert Glanzberg, mentor d'Edith Piaf i llegendari compositor i lletrista. La Suite Chagall, composta de vuit balls per a orquestra a partir de vuit quadres de Marc Chagall, es va estrenar mundialment amb l'Orquestra Simfònica de Jerusalem dirigida per Chaslin, i més tard es va interpretar al Carnegie Hall, poc abans d'iniciar una gira pels Estats Units i tocar a Europa en emissions en directe. Altres composicions inclouen treballs per a piano i nombrosos cicles de cançons. Ha escrit la música d'una òpera basada en Vampire Junction, del guardonat S. P. Somtow.
El 1990 va dirigir l'Orquestra Simfònica del Vallès a l'òpera Don Quichotte de Jules Massenet. El 1998 va dirigir l'Orquestra Simfònica del Gran Teatre del Liceu al Palau de la Música Catalana per interpretar Luisa Miller de Verdi.